# 1998 în jocuri video
Acest articol prezintă evenimente importante legate de jocuri video din anul 1998. Vezi și istoria jocurilor video.

## Evenimente
În 1999, au apărut mai multe sequel-uri și prequel-uri în jocurile video, cum ar fi F-Zero X, Marvel vs. Capcom, The Legend of Zelda: Ocarina of Time, Metal Gear Solid, Pocket Monsters: Pikachu, Resident Evil 2, Sonic Adventure, Street Fighter Alpha 3, The House of the Dead 2 și Tomb Raider III, împreună cu titluri noi ca Banjo-Kazooie, Dance Dance Revolution, Gex: Enter the Gecko, Half-Life, MediEvil, Parasite Eve, Radiant Silvergun, Spyro the Dragon, StarCraft sau Xenogears. Jocuri arcade timpurii ca Virtua Fighter 3 sau Tekken 3 au fost portate pentru console de acasă.
Anul a fost considerat retrospectiv unul dintre cele mai bune din istoria jocurilor video datorită lansării a numeroase titluri apreciate de critici, de succes comercial și influente pe toate platformele și genuri la acea vreme. O serie de publicații au clasat 1998 drept cel mai bun an al jocurilor video din toate timpurile. A fost anul de vârf pentru a cincea generație de console de jocuri video, în timp ce lansarea japoneză a lui Dreamcast a început cea de-a șasea generație de console de jocuri video. 
Cel mai apreciat titlu al anului a fost The Legend of Zelda: Ocarina of Time, care rămâne jocul Metacritic cu cele mai mari scoruri din toate timpurile. Cea mai vândută consolă de jocuri video a anului a fost PlayStation pentru al treilea an consecutiv. Cel mai bine vândut joc video de acasă din întreaga lume a fost Pokémon Red/Green/Blue/Yellow pentru Game Boy, în timp ce jocul arcade cu cele mai mari încasări din anul în Japonia a fost Tekken 3.

### Lansări importante

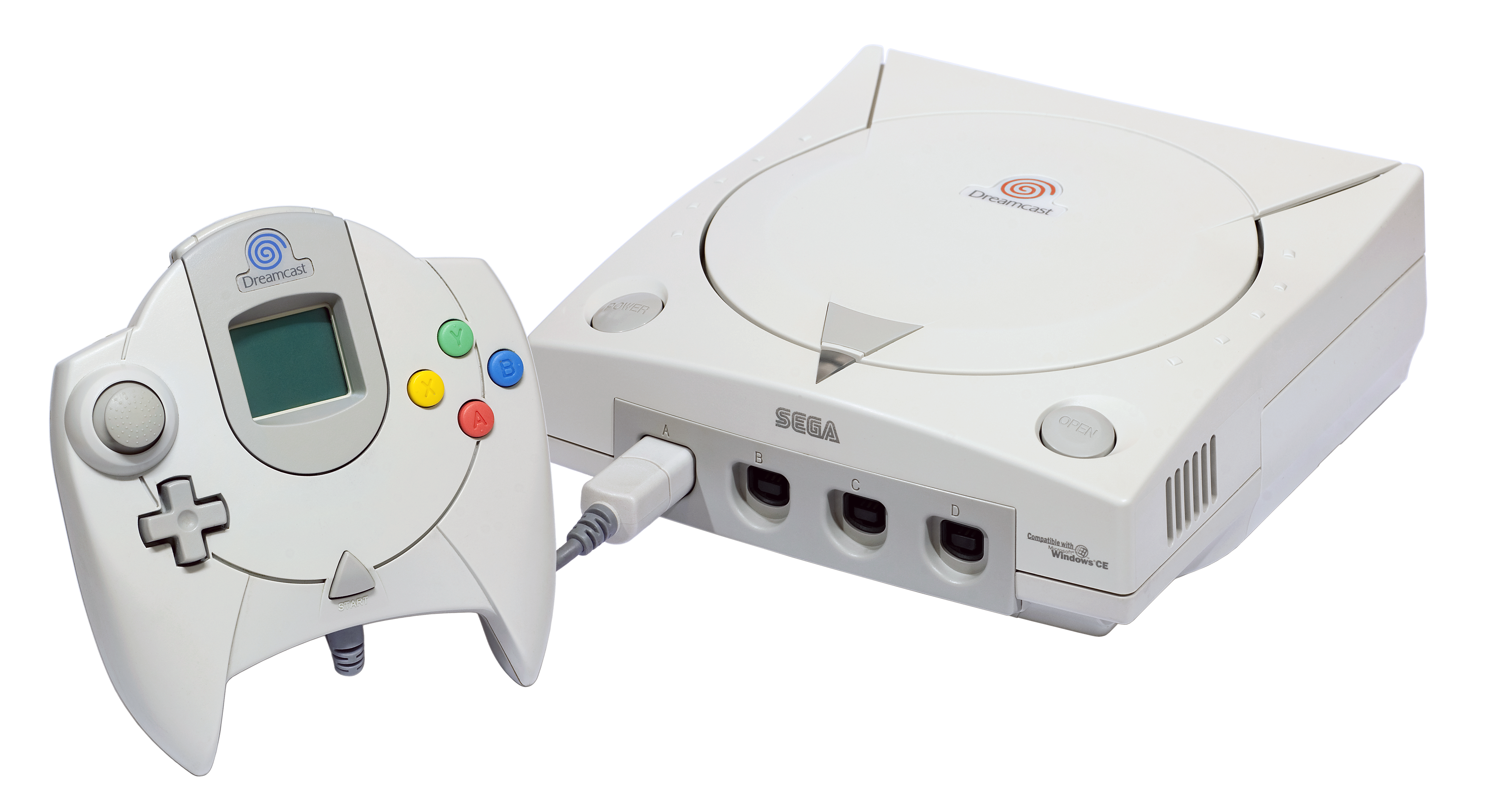
Dreamcast

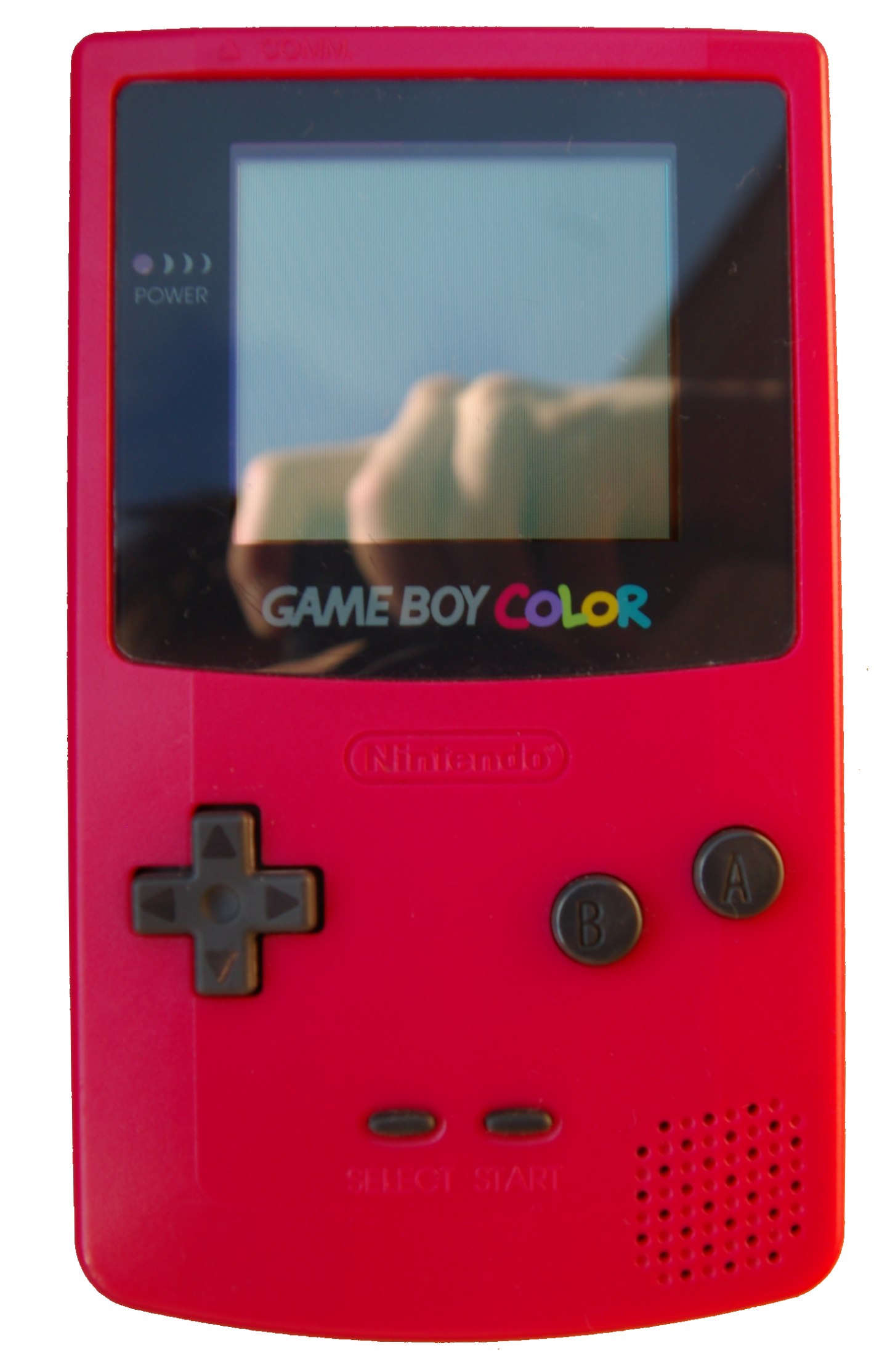
Game Boy Color

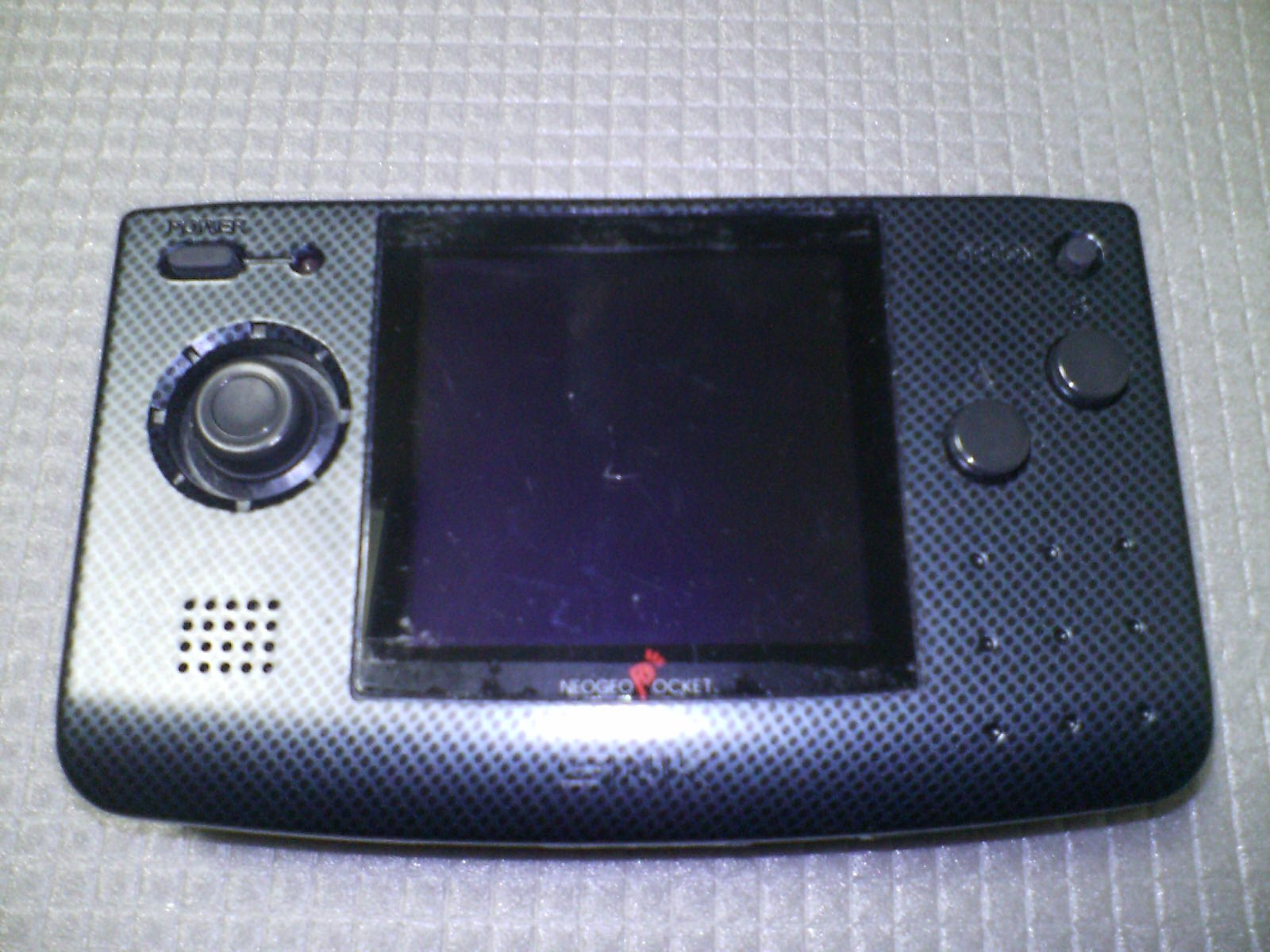
Neo Geo Pocket

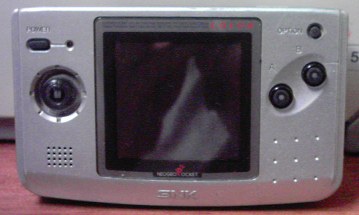
Neo Geo Pocket Color

- 21 ianuarie – Resident Evil 2 (PS1)
- 28 ianuarie - Final Fantasy Tactics (PS1)
- 28 februarie – Tekken 3 (PS1)
- 29 martie– Parasite Eve (PS1)
- 31 martie – StarCraft (Win)
- 30 aprilie - Might and Magic VI: The Mandate of Heaven (Win)
- 30 aprilie - Panzer Dragoon Saga (Sat)
- 6 mai - Warhammer: Dark Omen (Win)
- 22 mai - Unreal (Win)
- 29 iunie - Banjo-Kazooie (N64)
- 24 iunie - WWF War Zone (PS1) (N64)
- 21 august – Tom Clancy's Rainbow Six (Win)
- 31 august - I-War (Independence War) (Win)
- 10 septembrie - Spyro the Dragon (PS1)
- 30 septembrie – Fallout 2 (Win)
- 30 septembrie – Pokémon Red and Blue (GB)
- 30 septembrie - Shogo: Mobile Armor Division (Win)
- octombrie – Caesar III (Win)
- 20 octombrie – Xenogears (PS1)
- 21 octombrie - Metal Gear Solid (PS1)
- 27 octombrie - WCW/nWo Revenge (N64)
- 30 octombrie – Grim Fandango (Win)
- 31 octombrie – Age of Empires: The Rise of Rome Expansion (Win)
- 31 octombrie – SiN (Win)
- 31 octombrie - Heretic 2 (Win)
- 20 noiembrie – Half-Life (Win)
- 21 noiembrie – The Legend of Zelda: Ocarina of Time (N64)
- 30 noiembrie – StarCraft: Brood War (Win)
- 30 noiembrie – Starsiege: Tribes (Win)
- 30 noiembrie – Thief: The Dark Project (Win)
- 30 noiembrie – Baldur's Gate (Win)
- 31 octombrie - Blood II: The Chosen (Win)
- decembrie - King's Quest: Mask of Eternity (Win)
- 10 decembrie – Turok 2: Seeds of Evil (N64)(Win)
- 20 decembrie – Myth II: Soulblighter (Win)

| Platforme de jocuri video |
| ------------------------- |

| DC  | Dreamcast      |
| GBC | Game Boy Color |

| N64 | Nintendo 64         |
| PS1 | PlayStation / PSone |

| Sat | Sega Saturn       |
| Win | Microsoft Windows |

| DC  | Dreamcast      |
| GBC | Game Boy Color |

| N64 | Nintendo 64         |
| PS1 | PlayStation / PSone |

| Sat | Sega Saturn       |
| Win | Microsoft Windows |

### Companii
Companii noi: BreakAway, Elixir, Metro3D, Rockstar, Sunrise, Troika, WildTangent, Loki, Retro Studios
Companii defuncte: DWANGO

### Reviste
În 1998, au apărut 12 numere ale revistei Computer Gaming World.